# Jakub Plšek
Jakub Plšek (* 13. prosince 1993, Jasenná) je český fotbalový záložník a bývalý mládežnický reprezentant působící v týmu Puskás Akadémia FC v nejvyšší maďarské soutěži. Je dvojnásobným vítězem druhé ligy a králem střelců druhé ligy za sezonu 2016/17.

## Klubová kariéra
S fotbalem Jakub začal ve Vsetíně už ve 3 letech a vedli ho k tomu jeho otec s dědou, kteří byli taktéž fotbalisté. V jeho 12 letech přijela do Vsetína na zápas olomoucká Sigma a po zápase si na Jakubovi rodiče vzala kontakt. S trenérem se dohodli na podmínkách a tak v sedmé třídě přešel Jakub Plšek do Olomouce. V červenci 2012 ho tehdejší trenér Roman Pivarník přeřadil do A týmu Sigmy. Svůj první gól za A tým dal v sezoně 2012/13 v Poháru České Pošty proti Prostějovu. První ligový zápas odehrál 6. října 2012 v Mladé Boleslavi, ale byl na hřišti jen minutu. První zápas v základní sestavě odehrál 26. dubna 2013 proti pražské Dukle. O rok později bohužel Sigma sestoupila do druhé ligy. Po odchodu několika hráčů se následně stal klíčovým hráčem týmu. Svůj první hattrick střelil proti FK Ústí nad Labem 13. září 2014. Parádní kousek předvedl opět v utkání proti 1. SK Prostějov ve Fortuna Národní Lize v listopadu 2016, kdy vstřelil v jednom utkání 5 gólů (Pettrick) a přispěl tak k vysoké výhře Sigmy 7:1. V sezoně 2016/17 taktéž slavil se Sigmou vítězství Fortuna Národní Ligy, postup do první ligy a se svými 18 góly se stal i králem střelců! Na druhém místě mu asistoval spoluhráč Tomáš Chorý s 15 trefami.

## Klubové statistiky
Aktuální k červen 2017
| Sezona  | Klub             | Země  | Soutěž  | Zápasy | Góly |
| ------- | ---------------- | ----- | ------- | ------ | ---- |
| 2012/13 | SK Sigma Olomouc | Česko | 1. liga | 8      | 1    |
| 2013/14 | SK Sigma Olomouc | Česko | 1. liga | 7      | 0    |
| 2014/15 | SK Sigma Olomouc | Česko | 2. liga | 26     | 10   |
| 2015/16 | SK Sigma Olomouc | Česko | 1. liga | 21     | 2    |
| 2016/17 | SK Sigma Olomouc | Česko | 2. liga | 16     | 18   |

## Reprezentační kariéra
Plšek hrál v mládežnických výběrech Česka od kategorie U17. V roce 2010 se zúčastnil Mistrovství Evropy ve fotbale hráčů do 17 let v Lichtenštejnsku, kde hrál ve všech třech zápasech ve skupině. V této kategorii dal také svůj první gól v dresu lvíčat v 7. minutě proti Anglii.